# Верхняя Акимовка
Верхняя Акимовка — упразднённая деревня в Жиздринском районе Калужской области. На момент упразднения входила в состав сельского поселения «Деревня Нижняя Акимовка».

## География
Расположена к югу от канала соединяющего реки Скрошенка и Чашенка,  приблизительно в 4,5 км (по прямой) к северо-северо-западу от района центра города Жиздра. Через деревню проходила региональная дорога 29Н147 «Жиздра — Нижняя Акимовка».

## История
В 2011 году объединен с деревней Нижняя Акимовка в населенный пункт деревня Акимовка.

## Население
Согласно результатам переписи 2002 г. в деревне Верхняя Акимовка проживало 296 человек (русские — 93 %).